# Acacia viguieri
Acacia viguieri é uma espécie de leguminosa do gênero Acacia, pertencente à família Fabaceae.